# Stadion Jutrzenki Kraków
Stadion Jutrzenki Kraków – stadion sportowy w Krakowie, w Polsce, o pojemności według różnych relacji od 2 do 4 tys. widzów. Swoje spotkania w okresie międzywojennym rozgrywali na nim piłkarze klubu Jutrzenka Kraków. Rozebrany w latach 30. XX wieku.

## Historia
Stadion żydowskiego klubu Jutrzenka Kraków powstał niedługo po I wojnie światowej, na terenie rozparcelowanego toru wyścigów konnych. W 1922 roku wybudowano drewnianą, krytą trybunę. 8 kwietnia 1922 roku niedaleko stadionu Jutrzenki otwarty został stadion Wisły Kraków. W 1924 roku wykonano drenaż murawy. Na przełomie lat 20. i 30. XX wieku stadion przejęło miasto, a Jutrzenkę posądzono w prasie o stronnictwo z komunistami. Następnie rozebrano drewnianą trybunę. Po dawnym obiekcie nie ma już śladu, a teren po stadionie jest częścią parku im. Henryka Jordana.

### Sezon 1927
W 1927 roku niemal wszystkie największe polskie kluby piłkarskie zdecydowały się utworzyć Ligę, zawody o Mistrzostwo Polski prowadzone w nowej formule, różniącej się od dotychczasowych rozgrywek nieligowych pod egidą PZPN-u. Brak porozumienia z PZPN-em doprowadził do rozłamu w polskiej piłce. Jutrzenka początkowo nie znalazła się w gronie 14 klubów-założycieli Ligi, jednak ponieważ Cracovia zdecydowała się pozostać wierna PZPN-owi i nie przystąpiła do rozgrywek Ligi, w jej miejsce dopuszczono właśnie Jutrzenkę. W ten sposób Jutrzenka stała się jednym z czternastu klubów-założycieli Ligi i przystąpiła do pierwszego sezonu polskich rozgrywek ligowych. Klub ten w premierowym sezonie Ligi zajął jednak ostatnie miejsce w tabeli, z dorobkiem 11 punktów (3 zwycięstwa, 5 remisów i 18 porażek, bramki: 41:82). Drużyna wszystkie swoje spotkania „u siebie” rozgrywała na własnym boisku, notując na nim 2 zwycięstwa, 5 remisów i 6 przegranych (bramki: 21:32). Dodatkowo, swoje pierwsze dwa spotkania ligowe w roli gospodarza rozegrała na obiekcie Jutrzenki Wisła Kraków (10 kwietnia 1927 roku w drugiej rundzie spotkań, przeciwko Ruchowi Wielkie Hajduki (2:0) i 24 kwietnia 1927 roku w piątej kolejce z Hasmoneą Lwów (3:1)); pozostałe mecze domowe Wisła rozgrywała już na położonym nieopodal własnym boisku. W tym sezonie Wisła z dorobkiem 40 punktów została po raz pierwszy w historii mistrzem kraju, podczas gdy ostatnia w tabeli Jutrzenka spadła z Ligi i już nigdy do niej nie powróciła. 